# Championnat de France de rugby à XV 1988-1989
Navigation
Édition précédente Édition suivante
Le Championnat de France de rugby à XV de première division 1988-1989 est remporté par le Stade toulousain après avoir battu le Rugby club toulonnais en finale. Il gagne son 10e bouclier de Brennus, le 3e au cours des années 1980.
Le RC Narbonne remporte le Challenge du Manoir contre le Biarritz olympique.

## Format
Ce championnat est divisé en trois phases. La première phase appelée Brassage engage les 80 équipes de Première Division reparties en 16 poules de 5 équipes. Les deux premiers de ces 16 poules formeront le Groupe A en 4 poules de 8 équipes suivant le tableau ci-dessous. Les 3 autres équipes de chaque poule formeront le Groupe B soit 48 équipes réparties en 6 poules de 8 équipes par zones géographiques.
| Poule 1   | Poule 2   | Poule 3   | Poule 4   |
| --------- | --------- | --------- | --------- |
| 1er Gr.A  | 1er Gr.B  | 1er Gr.C  | 1er Gr.D  |
| 1er Gr.H  | 1er Gr.G  | 1er Gr.F  | 1er Gr.E  |
| 1er Gr.I  | 1er Gr.J  | 1er Gr.K  | 1er Gr.L  |
| 1er Gr.P  | 1er Gr.O  | 1er Gr.N  | 1er Gr.M  |
| 2ème Gr.D | 2ème Gr.C | 2ème Gr.B | 2ème Gr.A |
| 2ème Gr.E | 2ème Gr.F | 2ème Gr.G | 2ème Gr.H |
| 2ème Gr.L | 2ème Gr.K | 2ème Gr.J | 2ème Gr.I |
| 2ème Gr.M | 2ème Gr.N | 2ème Gr.O | 2ème Gr.P |

Dans le Groupe A, les 4 premiers de chaque poule joueront les 8èmes de finale en matchs aller-retour. Dans le Groupe B, les 6 premiers et les deux meilleurs deuxièmes accèderont directement aux 8èmes de finale. Les 4 autres deuxièmes ainsi que les troisièmes et quatrièmes joueront un barrage. Descendront en Deuxième Division, les derniers des 6 poules du Groupe B ainsi que les deux plus mauvais 7ème.

## Brassage à 80 équipes
Ce brassage a eu lieu du 3 septembre au 20 novembre 1988.
Les deux premiers de chaque poule  forment alors le groupe A, les trois suivants forment le groupe B.
| Clt | Poule A             | Pts | J | G | N | P | PP  | PC  | Diff |  | SUA   | BTS   | USM   | RCC   | SCT   |
| --- | ------------------- | --- | - | - | - | - | --- | --- | ---- |  | ----- | ----- | ----- | ----- | ----- |
| 1.  | SU Agen             | 21  | 8 | 6 | 1 | 1 | 176 | 77  | +99  |  |       | 15-15 | 28-0  | 39-3  | 28-13 |
| 2.  | Boucau-Tarnos Stade | 16  | 8 | 3 | 2 | 3 | 134 | 109 | +25  |  | 9-24  |       | 21-3  | 16-0  | 36-9  |
| 3.  | US Montauban        | 16  | 8 | 4 | 0 | 4 | 126 | 162 | -36  |  | 25-12 | 15-12 |       | 27-22 | 33-25 |
| 4.  | RC Châteaurenard    | 14  | 8 | 3 | 0 | 5 | 110 | 157 | -47  |  | 6-13  | 28-10 | 19-9  |       | 20-13 |
| 5.  | SC Tulle            | 13  | 8 | 2 | 1 | 5 | 134 | 175 | -41  |  | 6-17  | 15-15 | 23-14 | 30-12 |       |

| Clt | Poule B            | Pts | J | G | N | P | PP  | PC  | Diff |  | Tarb  | Berg  | PUC   | Bourg | RCH  |
| --- | ------------------ | --- | - | - | - | - | --- | --- | ---- |  | ----- | ----- | ----- | ----- | ---- |
| 1.  | Stadoceste Tarbes  | 22  | 8 | 7 | 0 | 1 | 218 | 95  | +123 |  |       | 30-9  | 21-6  | 42-24 | 15-9 |
| 2.  | US Bergerac        | 20  | 8 | 6 | 0 | 2 | 184 | 107 | +77  |  | 25-13 |       | 29-3  | 37-8  | 37-7 |
| 3.  | Paris UC           | 16  | 8 | 4 | 0 | 4 | 153 | 136 | +17  |  | 12-21 | 33-12 |       | 48-9  | 23-6 |
| 4.  | US Bourg-en-Bresse | 12  | 8 | 2 | 0 | 6 | 109 | 202 | -93  |  | 4-21  | 6-16  | 31-13 |       | 15-6 |
| 5.  | RC Hyères          | 10  | 8 | 1 | 0 | 7 | 67  | 191 | -124 |  | 6-55  | 7-19  | 7-15  | 19-12 |      |

| Clt | Poule C         | Pts | J | G | N | P | PP  | PC  | Diff |  | RCT  | Nîmes | Pau   | Arras | Thuir |
| --- | --------------- | --- | - | - | - | - | --- | --- | ---- |  | ---- | ----- | ----- | ----- | ----- |
| 1.  | RC Toulon       | 22  | 8 | 7 | 0 | 1 | 323 | 72  | +251 |  |      | 28-13 | 33-13 | 38-9  | 90-0  |
| 2.  | RC Nîmes        | 20  | 8 | 6 | 0 | 2 | 154 | 94  | +60  |  | 15-6 |       | 12-10 | 43-9  | 34-10 |
| 3.  | Section paloise | 18  | 8 | 5 | 0 | 3 | 269 | 119 | +150 |  | 9-33 | 28-13 |       | 44-9  | 96-10 |
| 4.  | ASPTT Arras     | 10  | 8 | 1 | 0 | 7 | 73  | 231 | -158 |  | 6-39 | 3-9   | 9-32  |       | 19-13 |
| 5.  | US Thuir        | 10  | 8 | 1 | 0 | 7 | 53  | 356 | -303 |  | 7-56 | 0-15  | 0-37  | 13-9  |       |

| Clt | Poule D                    | Pts | J | G | N | P | PP  | PC  | Diff |  | RCN   | RMB   | FCSR | USCN  | Salles |
| --- | -------------------------- | --- | - | - | - | - | --- | --- | ---- |  | ----- | ----- | ---- | ----- | ------ |
| 1.  | RC Narbonne                | 23  | 8 | 7 | 1 | 0 | 240 | 76  | +164 |  |       | 33-12 | 43-6 | 40-12 | 46-9   |
| 2.  | Rugby Montchanin Bourgogne | 19  | 8 | 5 | 1 | 2 | 121 | 85  | +36  |  | 12-12 |       | 20-9 | 30-9  | 16-3   |
| 3.  | FCS Rumilly                | 14  | 8 | 3 | 0 | 5 | 85  | 129 | -44  |  | 3-12  | 9-7   |      | 26-16 | 20-4   |
| 4.  | US Coarraze-Nay            | 12  | 8 | 2 | 0 | 6 | 110 | 185 | -75  |  | 12-32 | 6-15  | 9-3  |       | 28-15  |
| 5.  | US Salles                  | 12  | 8 | 2 | 0 | 6 | 87  | 168 | -81  |  | 10-22 | 4-9   | 18-9 | 24-18 |        |

| Clt | Poule E               | Pts | J | G | N | P | PP  | PC  | Diff |  | RCF   | CAV   | USRP  | AV    | SL    |
| --- | --------------------- | --- | - | - | - | - | --- | --- | ---- |  | ----- | ----- | ----- | ----- | ----- |
| 1.  | Racing Club de France | 22  | 8 | 7 | 0 | 1 | 331 | 112 | +219 |  |       | 50-15 | 43-13 | 22-15 | 107-3 |
| 2.  | CA Villeneuve-sur-Lot | 18  | 8 | 5 | 0 | 3 | 163 | 173 | -10  |  | 19-15 |       | 16-15 | 10-17 | 26-12 |
| 3.  | US Romans-Péage       | 17  | 8 | 4 | 1 | 3 | 151 | 139 | +12  |  | 15-24 | 27-25 |       | 19-4  | 17-6  |
| 4.  | Avenir Valence-d'Agen | 15  | 8 | 3 | 1 | 4 | 131 | 146 | -15  |  | 17-28 | 19-25 | 15-15 |       | 31-15 |
| 5.  | Stade Lavelanet       | 8   | 8 | 0 | 0 | 8 | 87  | 293 | -206 |  | 15-42 | 18-27 | 6-30  | 12-13 |       |

| Clt | Poule F    | Pts | J | G | N | P | PP  | PC  | Diff |  | Brive | BSC   | FCO   | Auch  | USO   |
| --- | ---------- | --- | - | - | - | - | --- | --- | ---- |  | ----- | ----- | ----- | ----- | ----- |
| 1.  | CA Brive   | 20  | 8 | 6 | 0 | 2 | 260 | 86  | +174 |  |       | 35-16 | 34-3  | 40-3  | 68-3  |
| 2.  | Blagnac SC | 19  | 8 | 5 | 1 | 2 | 174 | 130 | +44  |  | 23-12 |       | 41-19 | 18-6  | 17-12 |
| 3.  | FC Oloron  | 18  | 8 | 5 | 0 | 3 | 126 | 138 | -12  |  | 15-10 | 18-15 |       | 20-3  | 15-9  |
| 4.  | FC Auch    | 13  | 8 | 2 | 1 | 5 | 98  | 175 | -77  |  | 16-33 | 9-25  | 17-10 |       | 19-19 |
| 5.  | US Orthez  | 10  | 8 | 0 | 2 | 6 | 88  | 217 | -129 |  | 7-28  | 19-19 | 9-26  | 10-25 |       |

| Clt | Poule G            | Pts | J | G | N | P | PP  | PC  | Diff |  | Bègles | USC   | USM   | SCM   | RCV   |
| --- | ------------------ | --- | - | - | - | - | --- | --- | ---- |  | ------ | ----- | ----- | ----- | ----- |
| 1.  | CA Bègles-Bordeaux | 22  | 8 | 7 | 0 | 1 | 205 | 109 | +96  |  |        | 30-9  | 12-10 | 25-9  | 58-26 |
| 2.  | US Colomiers       | 22  | 8 | 7 | 0 | 1 | 164 | 98  | +66  |  | 18-15  |       | 28-15 | 37-0  | 30-3  |
| 3.  | US Marmande        | 14  | 8 | 3 | 0 | 5 | 169 | 138 | +31  |  | 19-25  | 15-18 |       | 21-9  | 46-15 |
| 4.  | SC Mazamet         | 12  | 8 | 2 | 0 | 6 | 88  | 154 | -66  |  | 9-16   | 13-15 | 16-12 |       | 20-6  |
| 5.  | RC Vichy           | 10  | 8 | 1 | 0 | 7 | 103 | 230 | -127 |  | 9-24   | 7-9   | 15-31 | 22-12 |       |

| Clt | Poule H                      | Pts | J | G | N | P | PP  | PC  | Diff |  | ST    | FCV   | Istres | SJLO  | FCSC  |
| --- | ---------------------------- | --- | - | - | - | - | --- | --- | ---- |  | ----- | ----- | ------ | ----- | ----- |
| 1.  | Stade Toulouse               | 24  | 8 | 8 | 0 | 0 | 297 | 89  | +208 |  |       | 30-10 | 50-24  | 28-9  | 62-6  |
| 2.  | FC Villefranche-de-Lauragais | 17  | 8 | 4 | 1 | 3 | 143 | 131 | +12  |  | 6-31  |       | 13-9   | 30-9  | 45-10 |
| 3.  | Istres Sports                | 16  | 8 | 4 | 0 | 4 | 131 | 140 | -9   |  | 18-23 | 15-6  |        | 15-13 | 22-10 |
| 4.  | Saint-Jean-de-Luz Olympique  | 15  | 8 | 3 | 1 | 4 | 157 | 152 | +5   |  | 10-30 | 12-12 | 25-19  |       | 63-6  |
| 5.  | FC Saint-Claude              | 8   | 8 | 0 | 0 | 8 | 65  | 281 | -216 |  | 6-43  | 15-21 | 0-9    | 12-16 |       |

| Clt | Poule I           | Pts | J | G | N | P | PP  | PC  | Diff |  | Dax   | Nice  | MRC   | Vic  | SAC   |
| --- | ----------------- | --- | - | - | - | - | --- | --- | ---- |  | ----- | ----- | ----- | ---- | ----- |
| 1.  | US Dax            | 24  | 8 | 8 | 0 | 0 | 284 | 62  | +222 |  |       | 45-12 | 32-9  | 82-3 | 55-6  |
| 2.  | RRC Nice          | 18  | 8 | 5 | 0 | 3 | 151 | 127 | +24  |  | 11-12 |       | 6-3   | 21-9 | 30-14 |
| 3.  | Montpellier RC    | 16  | 8 | 4 | 0 | 4 | 140 | 94  | +46  |  | 6-9   | 26-9  |       | 12-0 | 48-13 |
| 4.  | US Vic-en-Bigorre | 14  | 8 | 3 | 0 | 5 | 87  | 186 | -99  |  | 9-22  | 12-20 | 16-14 |      | 25-12 |
| 5.  | SA Condom         | 8   | 8 | 0 | 0 | 8 | 69  | 262 | -193 |  | 6-27  | 6-42  | 9-22  | 3-13 |       |

### Poule J
1. CO Le Creusot 22 pts
2. SC Graulhet 22 pts
3. RO Castelnaudary 14 pts
4. SO Voiron 12 pts
5. Valence sportif 6 pts

### Poule K
1. Stade montois 22 pts
2. FC Lourdes 19 pts
3. Stade ruthénois 17 pts
4. US Carcassonne 13 pts
5. CA Périgueux 9 pts

### Poule L
1. FC Grenoble 24 pts
2. US Cognac 16 pts
3. Biarritz olympique 14 pts
4. US Ussel 13 pts
5. SC Albi 11 pts

| Clt | Poule M                   | Pts | J | G | N | P | PP  | PC  | Diff |  | ASB   | ASM   | Aire  | UMS   | USAL  |
| --- | ------------------------- | --- | - | - | - | - | --- | --- | ---- |  | ----- | ----- | ----- | ----- | ----- |
| 1.  | AS Béziers                | 24  | 8 | 8 | 0 | 0 | 247 | 56  | +191 |  |       | 19-7  | 33-6  | 32-6  | 61-0  |
| 2.  | AS Montferrand            | 18  | 8 | 5 | 0 | 3 | 251 | 95  | +156 |  | 12-15 |       | 59-6  | 36-3  | 62-10 |
| 3.  | Avenir Aire-sur-l'Adour   | 16  | 8 | 4 | 0 | 4 | 130 | 192 | -62  |  | 16-20 | 30-25 |       | 21-4  | 21-15 |
| 4.  | Union Montélimar Sportive | 14  | 8 | 3 | 0 | 5 | 109 | 167 | -58  |  | 6-27  | 3-19  | 21-10 |       | 47-7  |
| 5.  | USA Limoges               | 8   | 8 | 0 | 0 | 8 | 74  | 301 | -227 |  | 3-40  | 9-31  | 15-20 | 15-19 |       |

| Clt | Poule N                   | Pts | J | G | N | P | PP  | PC  | Diff |  | AB    | SB    | SSG   | USO   | LSC   |
| --- | ------------------------- | --- | - | - | - | - | --- | --- | ---- |  | ----- | ----- | ----- | ----- | ----- |
| 1.  | Aviron Bayonne            | 22  | 8 | 7 | 0 | 1 | 187 | 75  | +112 |  |       | 22-0  | 32-9  | 26-6  | 22-19 |
| 2.  | Stade Bagnères-de-Bigorre | 22  | 8 | 7 | 0 | 1 | 107 | 62  | +45  |  | 9-6   |       | 15-7  | 22-3  | 12-3  |
| 3.  | Stade Saint-Gaudens       | 12  | 8 | 2 | 0 | 6 | 109 | 170 | -61  |  | 9-31  | 4-21  |       | 22-18 | 30-8  |
| 4.  | US Oyonnax                | 12  | 8 | 2 | 0 | 6 | 97  | 154 | -57  |  | 7-22  | 6-13  | 24-15 |       | 30-18 |
| 5.  | Lombez-Samatan Club       | 12  | 8 | 2 | 0 | 6 | 112 | 151 | -39  |  | 16-26 | 11-15 | 21-13 | 16-3  |       |

| Clt | Poule O             | Pts | J | G | N | P | PP  | PC  | Diff |  | USAP  | SA    | CO    | RCC   | SR    |
| --- | ------------------- | --- | - | - | - | - | --- | --- | ---- |  | ----- | ----- | ----- | ----- | ----- |
| 1.  | USA Perpignan       | 20  | 8 | 6 | 0 | 2 | 194 | 104 | +90  |  |       | 34-18 | 21-12 | 56-15 | 34-7  |
| 2.  | Stade Aurillac      | 18  | 8 | 5 | 0 | 3 | 156 | 125 | +31  |  | 21-12 |       | 26-16 | 42-25 | 22-16 |
| 3.  | Castres olympique   | 14  | 8 | 4 | 0 | 4 | 127 | 119 | +8   |  | 13-6  | 6-3   |       | 21-12 | 32-9  |
| 4.  | RC Chalon-sur-Saône | 14  | 8 | 3 | 0 | 5 | 126 | 191 | -65  |  | 6-15  | 12-6  | 18-12 |       | 19-7  |
| 5.  | Stade La Rochelle   | 12  | 8 | 2 | 0 | 6 | 111 | 175 | -64  |  | 12-16 | 4-18  | 24-15 | 32-19 |       |

### Poule P
1. CS Bourgoin-Jallieu 22 pts
2. SA Hagetmau 18 pts
3. US Tyrosse 18 pts
4. JS Riscle 12 pts
5. La Voulte sportif 8 pts

## Groupe A
| Clt | Poule 1                    | Pts | J  | G  | N | P  | PP  | PC  | Diff |  | ST    | Dax   | Agen  | ASM   | CSBJ  | USC   | RMB   | CAV   |
| --- | -------------------------- | --- | -- | -- | - | -- | --- | --- | ---- |  | ----- | ----- | ----- | ----- | ----- | ----- | ----- | ----- |
| 1.  | Stade Toulouse             | 36  | 14 | 11 | 0 | 3  | 406 | 158 | +248 |  |       | 35-12 | 12-10 | 43-9  | 29-19 | 43-10 | 64-0  | 35-12 |
| 2.  | US Dax                     | 34  | 14 | 10 | 0 | 4  | 298 | 146 | +152 |  | 19-15 |       | 27-15 | 27-12 | 23-3  | 33-9  | 35-12 | 42-6  |
| 3.  | SU Agen                    | 34  | 14 | 10 | 0 | 4  | 341 | 108 | +233 |  | 9-7   | 9-6   |       | 18-0  | 34-3  | 49-3  | 81-0  | 40-3  |
| 4.  | AS Montferrand             | 34  | 14 | 10 | 0 | 4  | 305 | 181 | +124 |  | 18-27 | 9-6   | 18-9  |       | 15-9  | 46-0  | 21-3  | 78-15 |
| 5.  | CS Bourgoin-Jallieu        | 30  | 14 | 8  | 0 | 6  | 261 | 192 | +69  |  | 19-13 | 9-6   | 4-9   | 6-9   |       | 39-6  | 39-9  | 46-12 |
| 6.  | US Cognac                  | 22  | 14 | 4  | 0 | 10 | 122 | 340 | -218 |  | 6-25  | 0-9   | 9-0   | 3-18  | 9-32  |       | 25-4  | 23-15 |
| 7.  | Rugby Montchanin Bourgogne | 20  | 14 | 3  | 0 | 11 | 123 | 386 | -263 |  | 15-23 | 3-16  | 12-31 | 6-28  | 3-6   | 17-3  |       | 24-0  |
| 8.  | CA Villeneuve-sur-Lot      | 14  | 14 | 0  | 0 | 14 | 124 | 469 | -345 |  | 0-35  | 9-37  | 4-27  | 9-24  | 15-27 | 10-16 | 14-15 |       |

| Clt | Poule 2                   | Pts | J  | G  | N | P  | PP  | PC  | Diff |  | Tarbes | BSC   | FCL   | Bègles | COC   | SB    | USAP  | RCN   |
| --- | ------------------------- | --- | -- | -- | - | -- | --- | --- | ---- |  | ------ | ----- | ----- | ------ | ----- | ----- | ----- | ----- |
| 1.  | Stadoceste Tarbes         | 38  | 14 | 12 | 0 | 2  | 313 | 162 | +151 |  |        | 29-18 | 17-13 | 30-9   | 44-22 | 33-19 | 17-0  | 40-3  |
| 2.  | Blagnac SC                | 35  | 14 | 10 | 1 | 3  | 224 | 182 | +42  |  | 15-7   |       | 3-9   | 12-12  | 16-13 | 17-12 | 25-9  | 14-9  |
| 3.  | FC Lourdes                | 34  | 14 | 10 | 0 | 4  | 202 | 142 | +60  |  | 6-4    | 21-10 |       | 6-13   | 40-17 | 28-0  | 10-6  | 23-15 |
| 4.  | CA Bègles-Bordeaux        | 32  | 14 | 8  | 2 | 4  | 254 | 174 | +80  |  | 12-13  | 21-22 | 23-3  |        | 28-12 | 21-11 | 28-4  | 27-12 |
| 5.  | CO Le Creusot             | 24  | 14 | 5  | 0 | 9  | 180 | 235 | -55  |  | 6-17   | 13-21 | 9-12  | 13-9   |       | 12-6  | 12-6  | 15-0  |
| 6.  | Stade Bagnères-de-Bigorre | 21  | 14 | 3  | 1 | 10 | 171 | 235 | -64  |  | 16-25  | 13-15 | 6-3   | 15-18  | 12-18 |       | 12-6  | 18-6  |
| 7.  | USA Perpignan             | 21  | 14 | 3  | 1 | 10 | 136 | 212 | -76  |  | 9-15   | 7-23  | 7-13  | 6-6    | 15-10 | 24-22 |       | 25-3  |
| 8.  | RC Nîmes                  | 19  | 14 | 2  | 1 | 11 | 130 | 268 | -138 |  | 14-22  | 7-13  | 12-15 | 15-27  | 9-8   | 9-9   | 16-12 |       |

### Poule 3
- RC Toulon
- Aviron bayonnais
- CA Brive
- SC Graulhet
- Stade aurillacois
- Stade montois
- US Colomiers
- US Bergerac

### Poule 4
- FC Grenoble
- AS Béziers
- RC Narbonne
- Racing club de France
- SA Hagetmau
- FC Villefranchois
- RRC Nice
- Boucau Tarnos

## Groupe B

### Phase de qualification aux16ede finale

#### Poule 5
- Stade rochelais
- Section paloise
- Lombez Samatan club
- US Salles
- Saint-Jean-de-Luz
- FC Oloron
- Avenir aturin
- JS Riscle

#### Poule 6
- Stade saint-gaudinois
- SC Mazamet
- Biarritz olympique
- US Orthez
- US Vic-en-Bigorre
- US Coarraze-Nay
- US Tyrosse
- CA Périgueux

#### Poule 7
- Montpellier RC
- US Montauban
- SC Albi
- FC Auch
- Stade lavelanétien
- Castres olympique
- US Thuir
- US Carcassonne

#### Poule 8
- SC Tulle
- USA Limoges
- RO Castelnaudary
- US Ussel
- Stade ruthénois
- Avenir valencien
- US Marmande
- SA Condom

#### Poule 9
- Istres sports
- RC Chalon
- US Montélimar
- US Romans
- RC Châteaurenard
- La Voulte sportif
- RC Hyères
- Valence sportif

#### Poule 10
- FCS Rumilly
- US Bressane
- FC Saint-Claude
- RC Vichy
- ASPTT Arras
- US Oyonnax
- Paris UC
- SO Voiron

## Groupe A

### Phases finales

#### Huitièmes de finale
Les équipes dont le nom est en caractères gras sont qualifiées pour les quarts de finale.
| Équipe 1              | Équipe 2           | Match aller | Match retour |
| --------------------- | ------------------ | ----------- | ------------ |
| SU Agen               | US Dax             | 15-15       | 41-15        |
| Racing club de France | Stadoceste tarbais | 16-15       | 0-22         |
| CA Bègles-Bordeaux    | Stade toulousain   | 3-47        | 15-27        |
| FC Lourdes            | Blagnac SCR        | 6-10        | 24-9         |
| SC Graulhet           | FC Grenoble        | 3-36        | 9-15         |
| RC Narbonne           | Aviron bayonnais   | 39-9        | 24-18        |
| AS Montferrand        | RC Toulon          | 21-17       | 9-29         |
| CA Brive              | AS Béziers         | 12-22       | 6-32         |

#### Quarts de finale
Les équipes dont le nom est en caractères gras sont qualifiées pour les demi-finales.
| Équipe 1         | Équipe 2           | Résultat |
| SU Agen          | Stadoceste tarbais | 12-9     |
| Stade toulousain | FC Lourdes         | 41-15    |
| FC Grenoble      | RC Narbonne        | 13-24    |
| RC Toulon        | AS Béziers         | 19-12    |

Grenoble, premier de la saison régulière est éliminé dès les quarts de finale.

#### Demi-finales
| Équipe 1    | Équipe 2         | Résultat |
| ----------- | ---------------- | -------- |
| SU Agen     | Stade toulousain | 9-18     |
| RC Narbonne | RC Toulon        | 3-20     |

#### Finale
| Équipes          | Stade toulousain - RC Toulon |
| Score            | 18-12 (15-9) |
| Date             | 27 mai 1989 |
| Stade            | Parc des Princes |
| Arbitre          | Guy Maurette |
| Les équipes      | |
| Stade toulousain | Titulaires : Serge Laïrle (Gérard Portolan 73e), Patrick Soula, Claude Portolan, Hugues Miorin, Jean-Marie Cadieu, Thierry Maset (Hervé Lecomte 69e), Karl Janik, Albert Cigagna, Jérôme Cazalbou, Philippe Rougé-Thomas, David Berty, Denis Charvet, Didier Codorniou, Jean-Michel Rancoule, Joël Dupuy Non entrés en jeu : Michel Lopez, Éric Bonneval, Thierry Savio, Bruno Coumes                   |
| RC Toulon        | Titulaires : Manu Diaz, Jean-Michel Casalini (Jean-Louis Raibaut 77e), Yann Braendlin, Yvan Roux, Jean-Charles Orso (Jean-Pierre Alarcon 80e), Éric Champ, Jean-François Tordo, Eric Melville, Jérôme Gallion, Christian Cauvy, Pascal Jehl, Alain Carbonel, Pierre Trémouille, Éric Fourniols, Jérôme Bianchi Non entrés en jeu : Thierry Louvet, Philippe Sauton, Thierry Ruet, Frédéric Saint-Sardos |
| Points marqués   | |
| Stade toulousain | 2 essais de Laïrle (1) et Charvet (31), 2 transformations de Dupuy et 1 pénalité de Charvet (11) et 1 pénalité de Dupuy (70) |
| RC Toulon        | 3 pénalités de Bianchi (15, 21, 58), 1 drop de Cauvy (6) |

À noter un essai remarquable de 80 m par Denis Charvet.

## Groupe B

### Finale
| Équipe 1          | Équipe 2        | Résultat |
| ----------------- | --------------- | -------- |
| Castres olympique | Section paloise | 18-9     |